# Fluvicola albiventer
Fluvicola albiventer là một loài chim trong họ Tyrannidae.